# Чернявский, Юрий Леонидович
Юрий Леонидович Чернявский (1938 — неизвестно) — советский хоккеист, нападающий.

## Биография
Начинал играть в новосибирских командах. В сезоне 1955/56 выступал в классе «Б» за «Спартак» и в первенстве РСФСР за «Химик». В сезонах 1956/57 — 1961/62 играл за «Динамо» в классе «А», а также в классе «Б» за «Крылья Советов» (1957/58), «Химик» (1958/59) и «Энергию» (1958/59, 1960/61).
Затем выступал за «Аэрофлот» Омск (1962/63), «Торпедо» Усть-Каменогорск (1963/64), «Энергию» (1964/65), «Шахтёр» Прокопьевск (1965/66 — 1966/67).